# Rhipidia huachucensis
Rhipidia huachucensis är en tvåvingeart som först beskrevs av Alexander 1955.  Rhipidia huachucensis ingår i släktet Rhipidia och familjen småharkrankar. Inga underarter finns listade i Catalogue of Life.